# Albert Maltz
Albert Maltz (Brooklyn, 28 de outubro de 1908 — Los Angeles, 26 de abril de 1985) foi  um escritor norte-americano.
Foi autor de dramas de temática pacifista Peace on Earth (1933) e social Black Pit (1935), descreve em The Underground stream (1940) a luta entre grupos sindicalistas e sociedades secretas de carácter conservador.

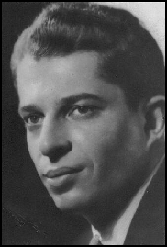
Albert Maltz